# Obroatis rufa
Obroatis rufa là một loài bướm đêm trong họ Erebidae.